# Эвдамид I
Эвдамид I (умер ок. 305 до н. э.) — царь Спарты в 331/330 — 305 годах до н. э. из династии Еврипонтидов. Брат Агиса III, сын Архидама III.
После неожиданной гибели царя Агиса III в битве при Мегалополе царём Спарты стал Эвдамид. Он отправил посольство к царю Македонии Александру III Великому с целью заключения мира, который был Лакедемону предоставлен и Спарта признала вассальную зависимость от правителя Македонии, но сохранила свои государственные учреждения (в том числе монархию). Правление царя Эвдамида I было отмечено как мирное. Царь был женат на Архидамии. Имел, по меньшей мере, трёх детей: Архидама IV, Агесистрату, Агесилая.